# 2088 Sahlia
2088 Sahlia este un asteroid din centura principală, descoperit pe 27 februarie 1976, de Paul Wild.